# Mennica w Lipsku

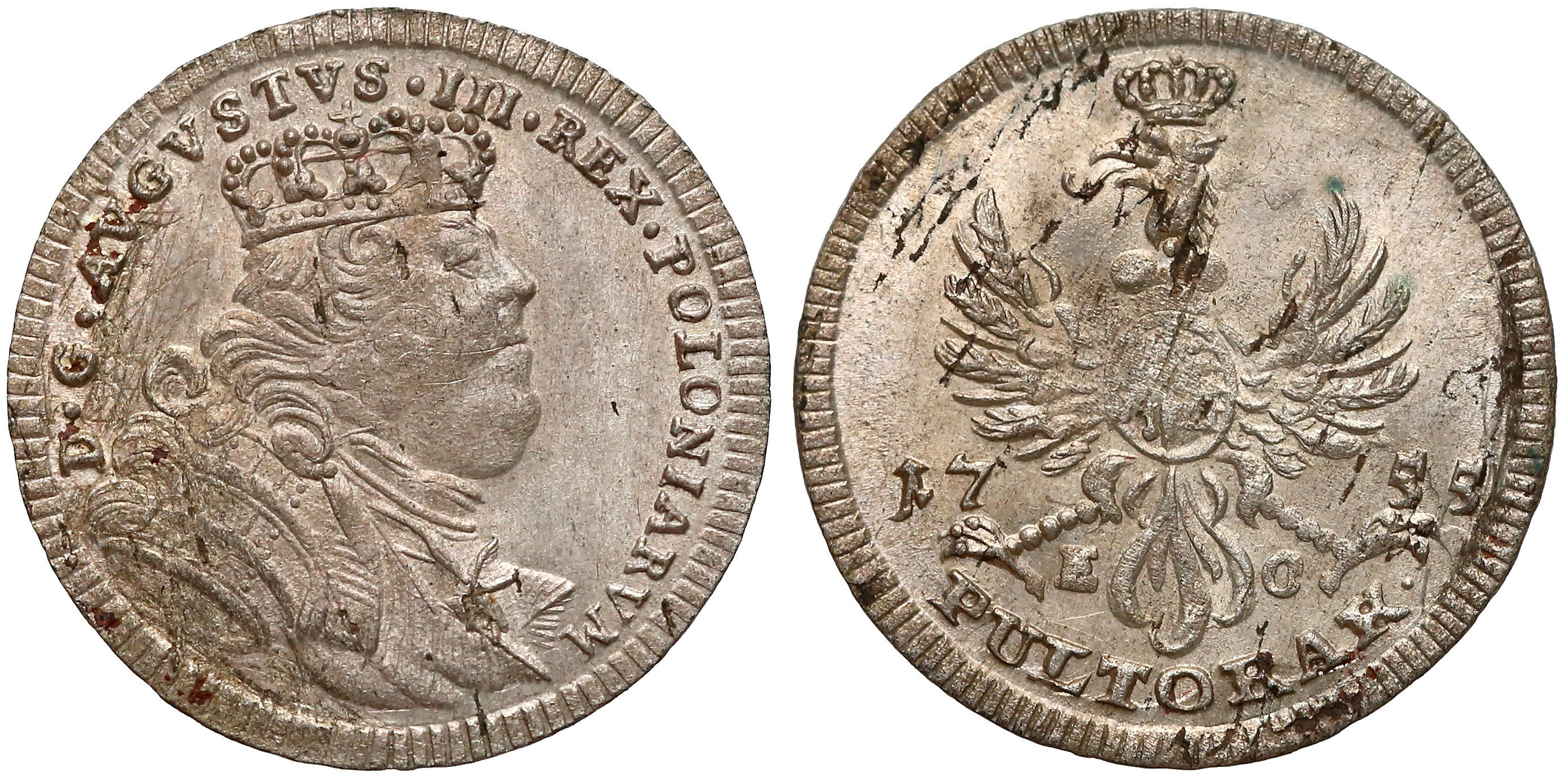
Półtorak (1755) z Lipska

Mennica w Lipsku – saska mennica działająca w Lipsku, w której obok monet dla Saksonii, bito za panowania:
- Augusta II:
  - próbne szelągi (1720),
  - szóstaki (1698, 1702, 1704, 1706),
  - orty (1698, 1704),
  - talary (1702),
  - ½ dukata (1703),
  - dukaty (1702–1703),
- Augusta III (w Pleissenburgu):
  - półtoraki (1753, 1755–1756) z napisem „PULTORAK”,
  - trojaki (1753–1754, 1756),
  - szóstaki (1753–1756),
  - orty (1752–1756),
  - złotówki (1762),
  - dwuzłotówki (1753, 1756, 1761–1762),
  - ½ talara (1753–1755),
  - talary (1753–1756, 1762),
  - ½ dukata (bez daty),
  - dukaty (1752–1754, 1756),
  - dwudukaty (1753–1754),
  - ½ augustdora (1753),
  - augustdory (1753–1756, 1758),
  - podwójne augustdory (1753–1754, 1756).